# براون بانستر
براون بانستر (بالإنجليزية: Brown Bannister)‏ هو  وملحن وكاتب أغاني ومنتج أسطوانات أمريكي، ولد في 31 أغسطس 1951 في توبيكا في الولايات المتحدة.